# Knovíz
Knovíz (Duits: Knobis of Knowies) is een Tsjechische gemeente in de regio Midden-Bohemen en maakt deel uit van het district Kladno. Het dorp ligt op 8 km afstand van de stad Kladno en op 4 km afstand van Slaný.
Knovíz telt 589 inwoners (2023).

## Etymologie
De naam Knovíz is afgeleid van de persoonsnaam Knovid en betekent Knovids landgoed of Knovids hof.

## Geschiedenis
De eerste schriftelijke vermelding van het dorp dateert van 1088, toen het Kapittel van Vyšehrad eigenaar was (toen genoemd in villa Knouizi). Van het begin van de 16e eeuw tot 1531 was Knovíz in handen van Václav Sestřenek. In dat jaar werd Knovíz overgedragen aan Euftozin van Martinic. In 1549 erfde Jan Bořita van Martinic het dorp van haar. Hij stond Knovíz in 1558 af aan het Kapittel van Praag.
Sinds 1960 is Knovíz een zelfstandige gemeente binnen het district Kladno.

## Voorzieningen
Er is een voetbalveld bĳ de plaatselĳke sportbeweging van het dorp.

## Verkeer en vervoer

### Buslĳnen
De volgende lĳnen halteren bĳ de enige bushalte in het dorp:
| Lĳn | Route            | Vervoerder                                |
| --- | ---------------- | ----------------------------------------- |
| 342 | Slaný - Nádraží  | POHL Kladno                               |
| 456 | Slaný - Libčice  | Autodoprova Lamer                         |
| 612 | Velvary - Kladno | ČSAD Kladno (i.o.v. Arriva Střední Čechy) |

## Bezienswaardigheden
- Allerheiligenkerk;
- Studio van filmmaker Jan Švankmajer in de voormalige dorpsbioscoop.

## Geboren
- Pavel Josef Šulc (1828-1897), Tsjechisch schrijver en romanvertaler uit het Duits, Pools en Frans;
- Felix Mann (1905-1942), werknemer van het dynamietbedrijf Explosia Semtín in de buurt van Pardubice en lid van de nieuws- en sabotagegroep Drie Koningen;
- Milan Cimrman (in de buurt van Knovíz), lokaal historicus en exploitant van verschillende campings.

## Galerĳ

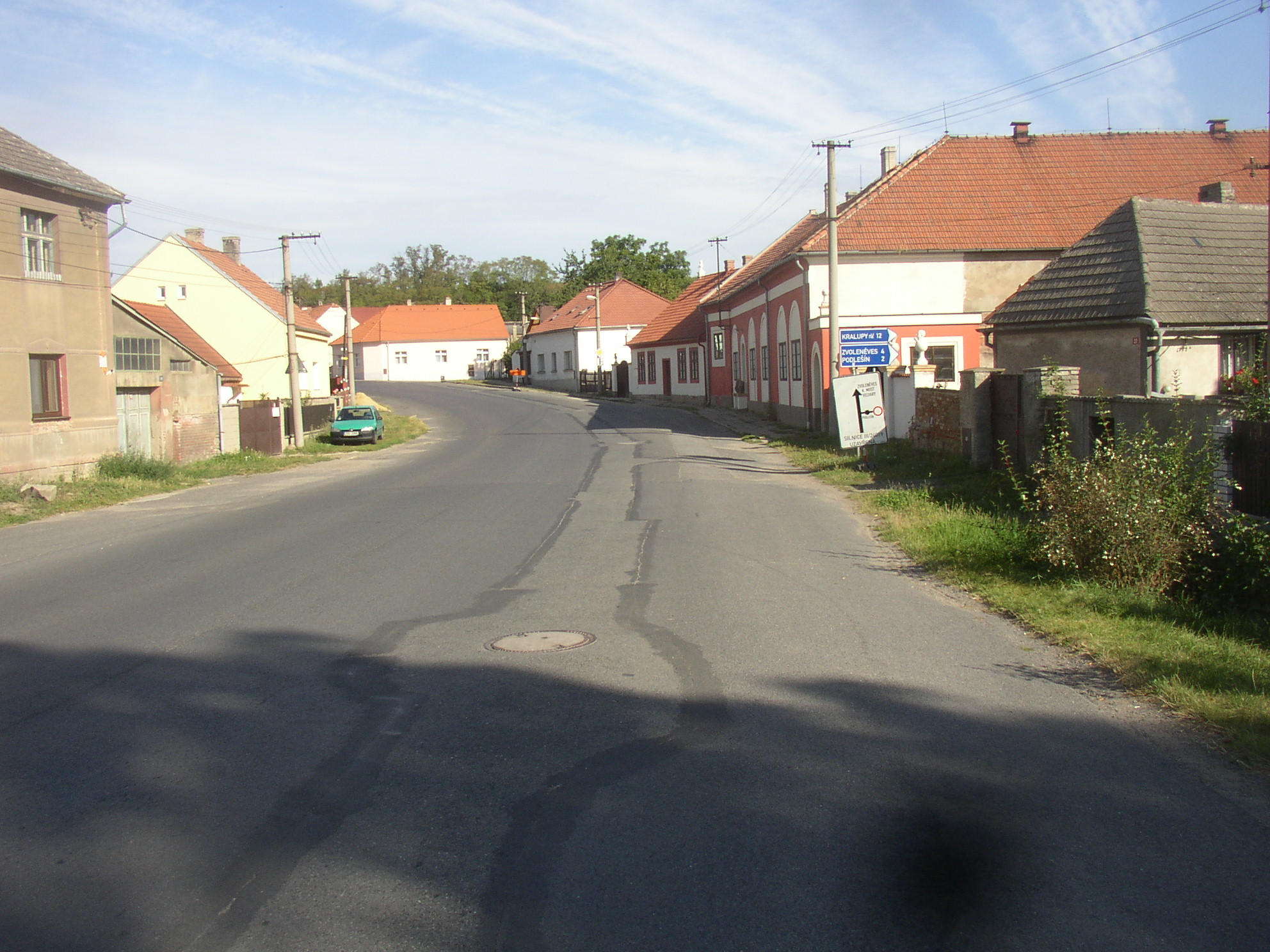
Hoofdstraat met studio van filmmaker Jan Švankmajer
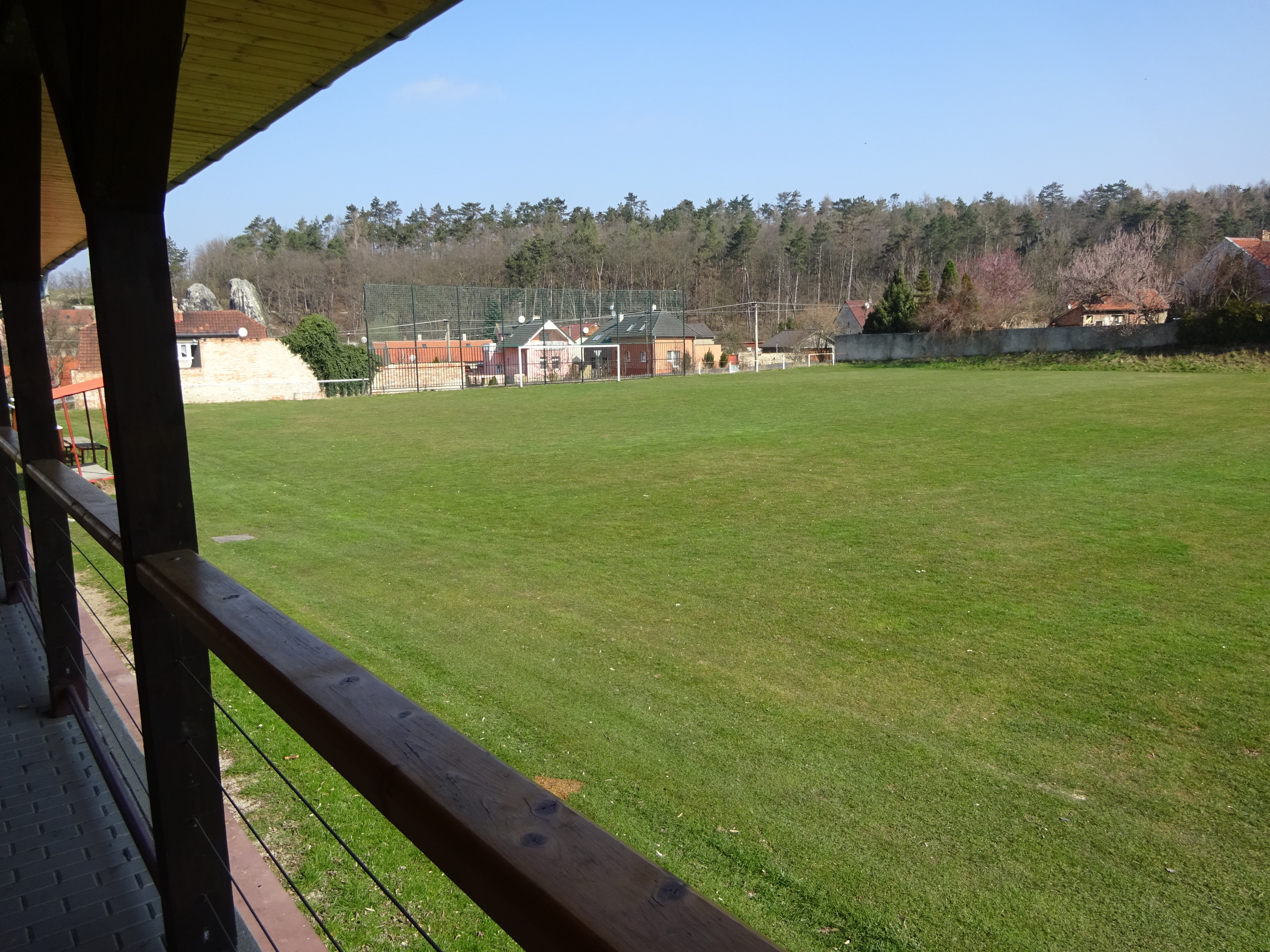
Voetbalveld in het dorp
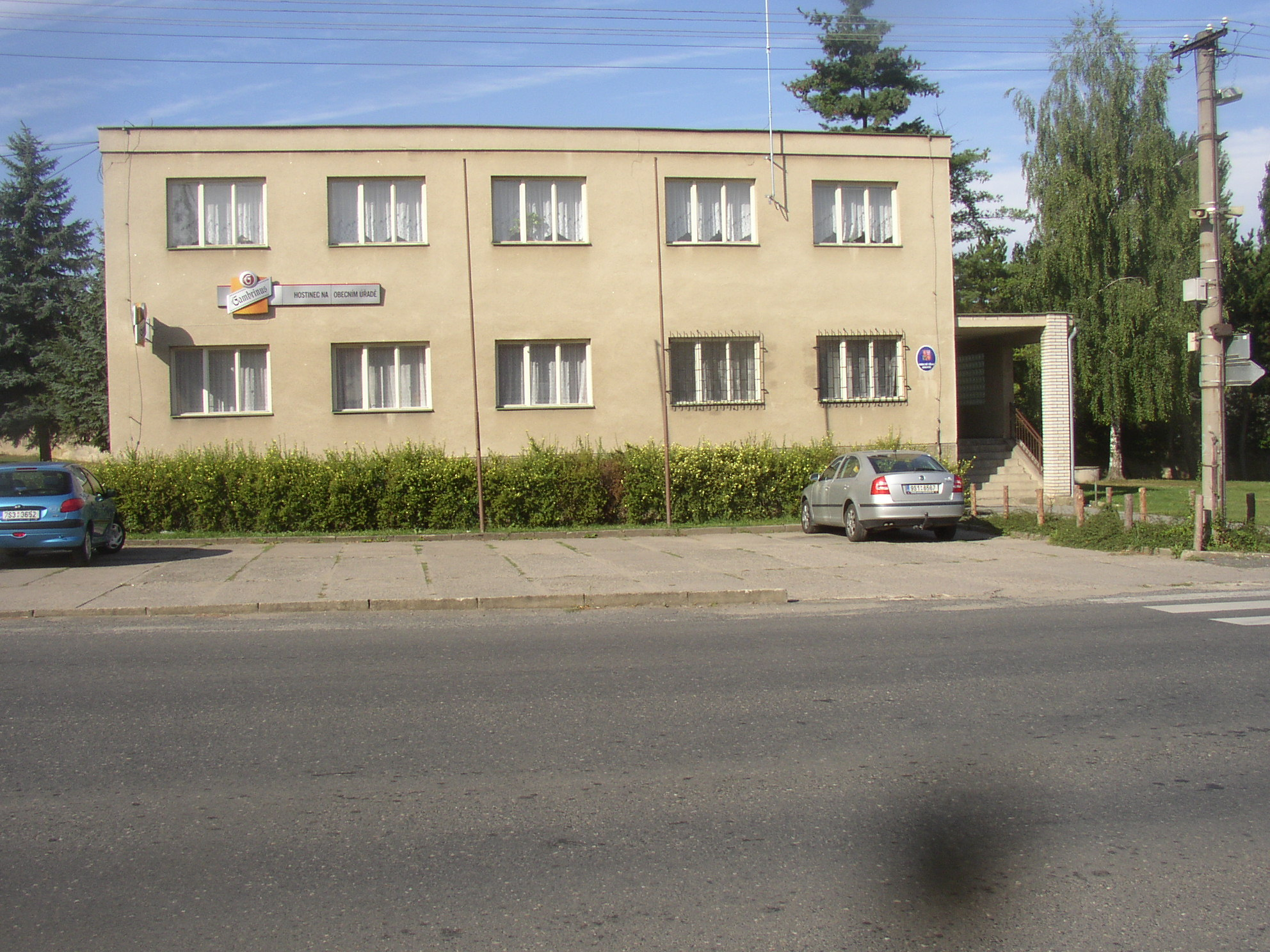
Gemeentehuis
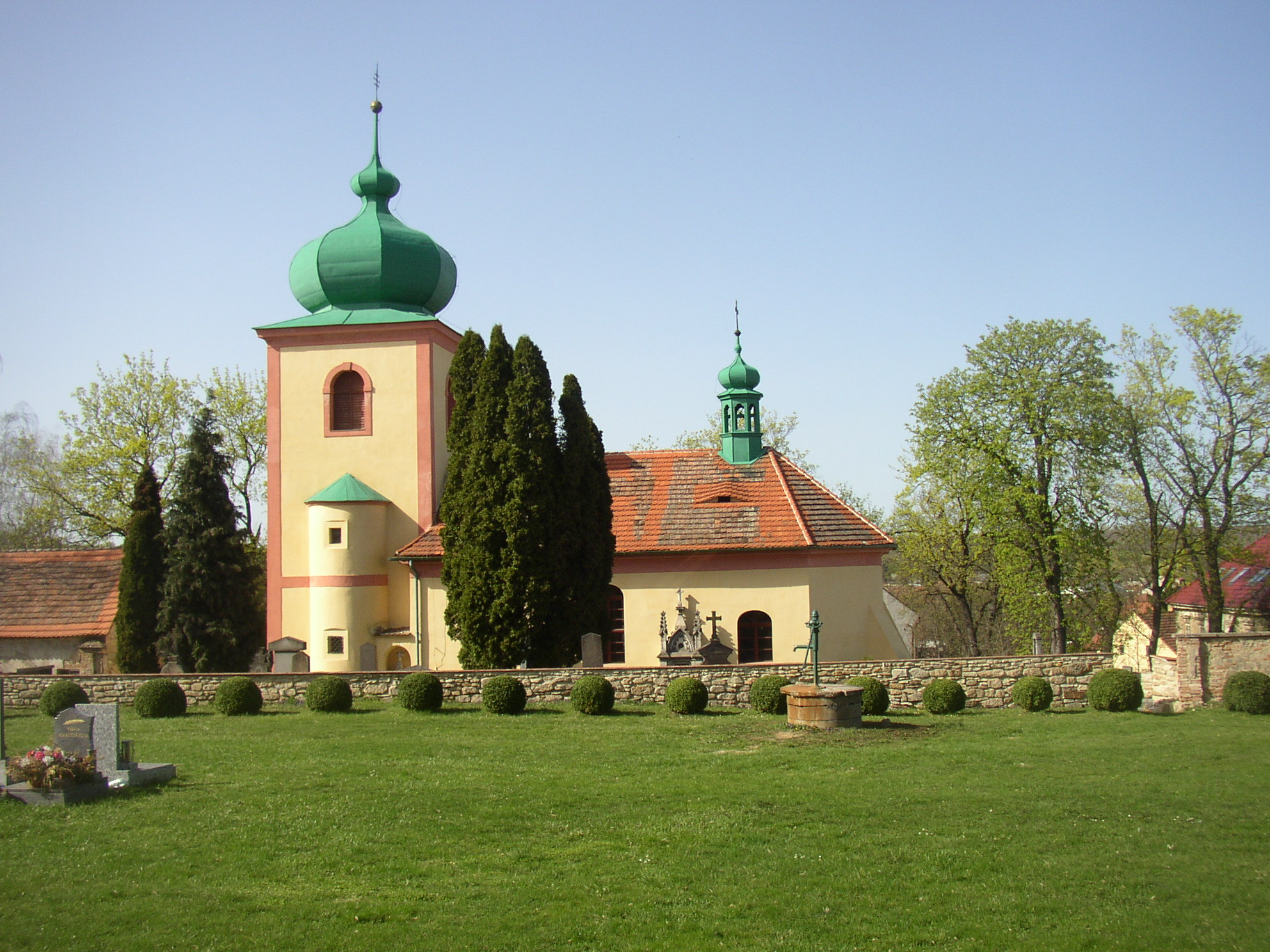
Allerheiligenkerk